# Józef Dziemdziela
Józef Dziemdziela (ur. 22 lipca 1952 w Sypniu) – polski polityk, oficer pożarnictwa, senator V kadencji.

## Życiorys
Ukończył Wyższą Oficerską Szkołę Pożarniczą w Warszawie (1976) i podjął pracę w Komendzie Rejonowej Straży Pożarnych w Zgierzu. W 1981 doszedł tam do stanowiska komendanta rejonowego. W latach 1992–1997 był zastępcą, a od 1997 do 1998 komendantem wojewódzkim Państwowej Straży Pożarnej w Łodzi, w 1998 przeszedł na wcześniejszą emeryturę. W międzyczasie studiował w trybie zaocznym na studiach magisterskich w Szkole Głównej Służby Pożarniczej. Został biegłym sądowym Sądu Okręgowego w Łodzi i rzeczoznawcą ds. zabezpieczeń przeciwpożarowych. Członek Stowarzyszenia Inżynierów i Techników Pożarnictwa, w latach 1994–1997 pełnił funkcję prezesa oddziału łódzkiego. Działa również w Polskim Czerwonym Krzyżu i honorowym krwiodawstwie.
Członek Sojuszu Lewicy Demokratycznej, w latach 1998–2001 był radnym powiatu i starostą w Zgierzu. W latach 2001–2005 zasiadał z ramienia SLD w Senacie, będąc wybranym w okręgu sieradzkim. W 2005, 2007 i 2011 bez powodzenia kandydował w wyborach parlamentarnych. W 2006, 2010 i 2014 ponownie wybierany na radnego powiatu zgierskiego. W 2018 uzyskał mandat radnego miejskiego w Zgierzu.
Żonaty, ma trzech synów (Pawła, Łukasza i Macieja).
Został odznaczony Srebrnym (1996) i Złotym (2023) Krzyżem Zasługi.